# Бертхолд фон Вилдберг
Бертхолд фон Вилдберг (на немски: Berthold von Wildberg; † сл. 1187) е благородник от страничната линия Вилдберг на швабския род Хоенберг, господар на замък Вилдберг в Бавария.

## Произход
Той е син на Манголд фон Вилдберг († сл. 1180), господар на Вилдберг.
Синовете на Бертхолд фон Вилдберг стават през 1231 г. графове фон Вилдберг. Родът измира през 1368 г.

## Фамилия
Бертхолд фон Вилдберг се жени за София фон Аухаузен, дъщеря на граф Хартман I фон Алерхайм († сл. 1133). Тя е сестра на Рабодо фон Лобдебург, епископ на Шпайер (1173 – 1176). Те имат децата:
- Манголд фон Вилдберг († сл. 1251), граф на Вилдберг, женен за фон Грумбах, дъщеря на Марквард IV фон Грумбах († сл. 1215), прадядо на Аделхайд фон Тримберг († сл. 18 ноември 1316), омъжена пр. 25 март 1277 г. за Херман II фон Хенеберг-Ашах (1250 – 1292)[2]
- Марквард фон Вилдберг († сл. 1273), граф и господар на Вилдберг, женен за фон Хесберг, дъщеря на Конрад фон Хесберг, баща на граф Конрад I фон Вилдберг († 1272)
- Елизабет фон Вилдеберг († 1220), омъжена за граф Попо VII фон Хенеберг (* ок. 1200; † 21 август 1245)[3]